# Aangeboren afwijking
Een aangeboren afwijking of congenitale aandoening is een afwijking of aandoening waarmee men geboren wordt, ongeacht de oorzaak. Het woord congenitaal komt van het Latijnse woord congenitus = aangeboren.
Een aangeboren afwijking kan wel of niet erfelijk zijn, maar niet iedere erfelijke aandoening leidt tot een aangeboren afwijking. Zo zijn er erfelijke aandoeningen die niet noodzakelijk al tot uiting komen bij de geboorte.

## Oorzaken
Een aangeboren afwijking kan door vele factoren veroorzaakt worden. Een grove splitsing kan worden gemaakt tussen afwijkingen die berusten op erfelijke factoren, afwijkingen die te herleiden zijn tot een gebeurtenis tijdens de zwangerschap en afwijkingen die ontstaan zijn tijdens de geboorte. Soms ook is er sprake van een combinatie van factoren die al dan niet met elkaar te maken hebben.

### Erfelijke factoren
- Een genetisch defect kan op het kind overgedragen worden door een of beide ouders. Zie ook Erfelijke aandoening en Lijst van erfelijke aandoeningen.
- Een genetische mutatie is ook mogelijk. In dat geval ligt een nieuwgevormd gendefect aan de oorzaak van de afwijking. Omgevingsfactoren kunnen hier een rol spelen: ioniserende straling zoals röntgenstraling en radioactieve straling zijn bekende factoren.

### Factoren tijdens de zwangerschap
- Stoffen kunnen de foetus kunnen beschadigen als de moeder die binnen krijgt tijdens de zwangerschap worden 'teratogeen' genoemd:
  - Een belangrijke oorzaak kan overmatig alcoholgebruik zijn, resulterend in het foetaal alcoholsyndroom (FAS).
  - Roken tijdens de zwangerschap veroorzaakt een chronische koolmonoxidevergiftiging en dientengevolge zuurstoftekort, met als gevolg afwijkingen in het geboortegewicht en verminderde intelligentie.[1]
  - Van tal van medicijnen is bekend dat ze teratogeen zijn. Dergelijke middelen worden beschreven in de Zweedse Classificatie. Vele antidepressiva, slaapmiddelen of andere middelen zoals vroeger softenon en DES vallen hieronder.
  - Tal van chemische stoffen zoals lood en bestrijdingsmiddelen kunnen de vrucht beschadigen. Berucht was het ontbladeringsmiddel Agent Orange tijdens de Vietnamoorlog.
- Vitaminetekort voor, tijdens of na de zwangerschap. Foliumzuur voor de moeder en vitamine K voor baby's met borstvoeding.
- Daarnaast kan een afwijking ontstaan door een infectieziekte, zoals toxoplasmose, rodehond, een listeria-infectie, het zikavirus of een SOA.
- Als laatste in deze rij kan een afwijking ook ontstaan als gevolg van een trauma, bijvoorbeeld val op de buik of auto-ongeluk.

### Factoren rond de bevalling
- Zuurstofgebrek tijdens de zwangerschap of tijdens de geboorte is verreweg de meest voorkomende oorzaak van afwijkingen die ontstaan rond de bevalling. Zij kunnen leiden tot uiteenlopende motorische en verstandelijke handicaps, bijvoorbeeld door een placenta praevia, foetomaternale transfusie, afklemming van of door de navelstreng.
- Langdurig glucosegebrek rond de bevalling (neonatale hypoglykemie) kan in extreme gevallen blijvende schade geven waaronder hersenbeschadigingen zoals insulten en leerproblemen.